# Металлоинвест
«Металлоинвест» — один из крупнейших горно-металлургических холдингов России и один из ведущих мировых производителей железорудной продукции. В 2021 году компания вошла в рейтинг журнала Forbes «200 крупнейших частных компаний России», где заняла 18 место с выручкой 463,5 млрд рублей.
Головное юридическое лицо — ОАО «Холдинговая компания „Металлоинвест“». Штаб-квартира — в Москве.

## История
Компания ведёт свою историю с 1999 года, когда её акционеры приобрели Оскольский электрометаллургический комбинат (ОЭМК) и Лебединский ГОК (ЛГОК). В 2000 году владельцы ОЭМК и ЛГОКа, дочерняя структура «Газпрома» «Газпроминвестхолдинг» и его партнёром по скупке металлургических активов, группа «Интерфин», создали холдинг «Газметалл», а через год «Газпром» продал свою долю в «Газметалле» «Интерфину». В 2002—2004 годах были приобретены компании «Уральская сталь» и Михайловский ГОК.
В 2006 году активы ЗАО «Газметалл» (которой принадлежали ЛГОК и ОЭМК) и ЗАО «Металлоинвест» (МГОК и «Уральская сталь») были объединены в единый холдинг. 2 апреля 2008 года ЗАО «Газметалл» был переименован в ЗАО «Холдинговая компания „Металлоинвест“», а позже в этом же году компания получила статус открытого акционерного общества.
Владельцами компании на конец 2010 года являлись российский предприниматель-миллиардер Алишер Усманов через компанию Gallagher Holdings Ltd (50 %), Василий Анисимов через компанию Coalco International Ltd (20 %), Владимир Скоч (отец депутата Государственной думы РФ Андрея Скоча, 30 %). Пакет Василия Анисимова был продан в декабре 2011 года на торгах банку ВТБ. 29 декабря 2012 года ВТБ объявил о продаже своей доли акций дочерней структуре Metalloinvest Ltd., также 4 % своих акций продал Владимир Скоч. Таким образом под прямым контролем USM Holdings Ltd. оказались 100 % акций «Металлоинвеста». USM Holdings Ltd объединил активы Алишера Усманова (названием холдинга послужили первые буквы фамилий акционеров) и его компаньонов. Доли в холдинге распределились следующим образом: Алишер Усманов (60 %), структуры Владимира Скоча (30 %) и Фархада Мошири (10 %).
В августе 2021 года Bloomberg News сообщил о возможном IPO «Металлоинвеста» в следующем году. Желаемая стоимость холдинговой компании — около 20 млрд долларов. По словам Назима Эфендиева, гендиректора Металлоинвеста, окончательное решение об IPO ещё не принято.
В 2022 году комбинат «Ура́льская сталь» был продан «Металлонивестом» Загорскому трубному заводу за $500 млн.

## Собственники и руководство
- USM Steel & Mining Group Limited,  Кипр, Лимасол, 35 %[13]
- Metalloinvest Limited, Кипр, Лимасол, 24 %[13]
- Seropaem Holdings Limited, Кипр, Лимасол, 21 %[13]
- USM Investments Limited, Кипр, Лимасол, 20 %[13]

27 апреля 2020 года от двусторонней пневмонии умер гендиректор компании Андрей Варичев.
В 2020-2023 годах пост гендиректора компании занимал Назим Эфендиев, ранее – первый заместитель Варичева.
В декабре 2023 года Эфендиев перешел на позицию председателя совета директоров «Металлоинвеста», на его место назначен заместитель Олег Крестинин.

## Деятельность

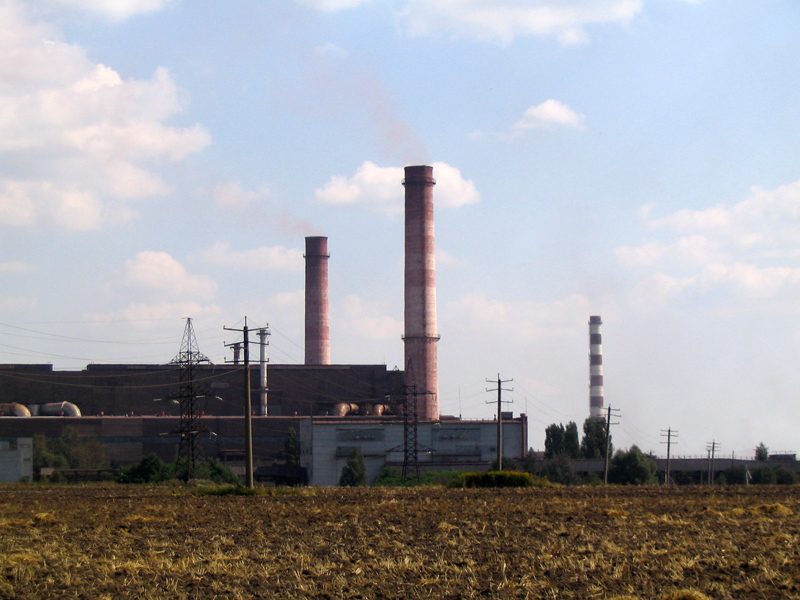
Михайловский ГОК

«Металлоинвест» — один из крупнейших горно-металлургических холдингов России. В его состав входят горнорудные предприятия (Лебединский и Михайловский горно-обогатительные комбинаты) и металлургическое предприятие Оскольский электрометаллургический комбинат. Также «Металлоинвесту» принадлежит 80 % акций металлургического завода Hamriyah Steel, расположенного в Объединённых Арабских Эмиратах. Структуру основных предприятий Холдинга дополняют вспомогательные активы, к которым относится бизнес вторичной переработки металла («УралМетКом») и лизинговая компания («Металлинвестлизинг»), а также московский «Гипромез».
По данным компании, «Металлоинвест» владеет одними из крупнейших в мире запасами железной руды, является крупнейшим производителем железорудного сырья в СНГ и входит в пятерку лидирующих неинтегрированных производителей в мире. Входящий в состав холдинга Лебединский ГОК — единственный в Европе производитель горячебрикетированного железа (ГБЖ) — сырья для передовой технологии прямого восстановления железа. «Металлоинвест», по собственным данным, входит в пятерку крупнейших производителей стальной продукции в России, занимая лидирующие позиции на нишевых рынках.
В сентября 2008 года «Металлоинвест» был признан победителем конкурса на право разработки третьего в мире по величине Удоканского месторождения меди (запасы меди — около 20 млн т), расположенного в Забайкальском крае. За лицензию сроком действия в 20 лет компания заплатила 15 млрд руб.; общий объём вложений «Металлоинвеста», согласно его заявке на конкурсе, составит более 100 млрд руб.
«Металлоинвест» реализует проекты в области цифровой трансформации. В частности, в 2018 году компания заявила о планах потратит 6 миллиардов на SAP и цифровую трансформацию. Компания использует VR-технологии для интерактивного обучения в трехмерном пространстве сотрудников ремонтных служб, машинное зрение для обеспечения безопасности на предприятиях. В 2022 году SAP заявила об уходе из России, после чего российские металлургические компании начали искать или разрабатывать замену системам немецкой компании.
В мае 2023 года ООО «Универсальный перегрузочный комплекс НСРЗ» (25% принадлежит «Металлоинвесту», остальное — группе «НМТП») заключил концессионное соглашение о создании, реконструкции и эксплуатации объектов инфраструктуры универсального перегрузочного комплекса (УПК) в морском порту Новороссийск. Срок действия соглашения — 49 лет со дня подписания, продление не более чем на 5 лет. Концессионная плата, подлежащая внесению за время действия соглашения, не должна превышать 9,4 млрд рублей. Запустить проект планируют в 2025-2026 годах. В ноябре этого же года уставной капитал УПК НСРЗ был увеличен до 6 млрд 665,726 млн рублей..

## Рейтинги
В декабре 2017 года рейтинговое агентство Эксперт РА присвоило «Металлинвесту» рейтинг ruAA- со стабильным прогнозом. В 2019 году рейтинг был повышен до ruAA, а в октябре 2020 года отозван.
В сентябре 2020 года рейтинговое агентство АКРА присвоило «Металлинвесту» рейтинг AA+(RU) со стабильным прогнозом. В июне 2022 рейтинг был повышен до AAA(RU) и подтверждён на том же уровне в мае 2023 и 2024 года. В мае 2025 года рейтинг был понижен до прежней отметки AA+(RU).

## Санкции
12 апреля 2023 года, на фоне вторжения России на Украину, холдинг USM и «Металлоинвест» включили в санкционные списки санкций США и санкций Великобритании как компании связанные с Алишером Усмановым, который в свою очередь включён в список санкций США, стран Евросоюза, Великобритании и ряда других стран после нападения России на Украину как «ответственный за финансирование агрессии». 
23 ноября 2023 года компания включена в санкционный список Украины.